# A juhásznak jól van dolga
Az A juhásznak jól van dolga (más szövegváltozat szerint: jól megy dolga) kezdetű magyar népdalt Vikár Béla gyűjtötte Alsokon 1898-ban, de nyomtatásban már 1879-ben megjelent. Az iskolák tették általánosan ismertté.
Feldolgozás:
| Szerző        | Mire                | Mű                          | Előadás |
| ------------- | ------------------- | --------------------------- | ------- |
| Kodály Zoltán | gyermekkar          | A juhász                    | [ 1 ]   |
| Petres Csaba  | két furulya         | Tarka madár, 53. kotta      |         |
| Ludvig József | ének, gitárakkordok | Kis kacsa fürdik…, 9. oldal |         |

## Kotta és dallam
| A juhásznak jól van dolga: egyik dombról a másikra terelgeti nyáját, fújja furulyáját, bú nélkül éli világát. | Ha megunja furulyáját, előveszi a dudáját. Belefújja búját a birka bőrébe, szélnek ereszti belőle. | Sajt, túró az eledele, száraz kenyér van melléje, vizet iszik rája, rágyújt a pipára, mégis piros az orcája. |

## Felvételek
- A juhásznak jól van dolga. Ének: Kövesdy-Nagy Zsuzsanna  YouTube (2011. január 4.)  (Hozzáférés: 2016. február 6.) (audió)
- A juhásznak jól van dolga. soundcloud.com (Hozzáférés: 2016. február 6.) (ének (audió))